# Перротте, Жорж Самюэль
Жорж Самюэль Перротте (фр. George Samuel Perrottet; 1793—1870) — французский ботаник швейцарского происхождения.

## Биография
Жорж Перротте родился в 1793 году в коммуне Вюлли на территории кантона Во в Швейцарии. Некоторое время он работал в Парижском саду растений. В 1819—1821 Перротте принял участие в кругосветной экспедиции на корабле Rhône под командованием Анри Филибера (1777—1824). Маршрут экспедиции проходил через Французскую Гвиану, Реюньон, Яву и Филиппины, где он собирал семена растений для последующего выращивания во французских колониях. С 1824 по 1829 Перротте исследовал флору Сенегала. В 1830—1833 вышла работа Перротте, Гиймена и Ришара, посвящённая флоре Сенегала. В 1834 году Жорж Самюэль был назначен работником Ботанического сада в Пондишери (ныне — Пудучерри). В 1839 году он вернулся во Францию, работал на предприятии по производству шёлка. В 1843 году Перротте снова отправился в Пондишери. 13 января 1870 года Жорж Самюэль Перротте скончался.

## Некоторые научные работы
- Perrottet, G.S. (1824). Catalogue raisonné des plantes introduites dans les colonies françaises de Bourbon et de Cayenne. 63 p.
- Guillemin, J.B.A.; Perrotet, G.S.; Richard, A. (1830—1833). Florae senegambiae tentamen.
- Perrottet, G.S. (1842). Art de l’indigotier. 219 p.
- Perrottet, G.S. (1867). Catalogues des plantes du jardin botanique et d’acclimatation du gouvernment à Pondichéry. 51 p.

## Роды, названные в честь Ж. С. Перротте
- Perrottetia DC., 1825, nom. illeg. [syn.  Desmodium Desv., 1813, nom. cons.]
- Perrottetia Kunth, 1824